# Cletodes tuberculatus
Cletodes tuberculatus är en kräftdjursart som beskrevs av Fiers 1991. Cletodes tuberculatus ingår i släktet Cletodes och familjen Cletodidae. Inga underarter finns listade i Catalogue of Life.